# Küllőfolyondárfélék
A küllőfolyondárfélék vagy aktinídiafélék (Actinidiaceae) a hangavirágúak rendjébe tartozó viszonylag kis fajszámú növénycsalád. 3 nemzetség tartozik bele kb. 360 fajjal.

## Elterjedés
Mérsékelt és szubtrópusi éghajlaton élő fás szárú növények; kúszónövények, cserjék és fák. 
Ázsiától Új-Zélandon keresztül Észak-Ausztráliáig honos mindhárom nemzetség, Közép- és Dél-Amerikában csak a Saurauia.
Ez utóbbi a család legnagyobb nemzetsége kb. 300 fajjal.
Megkövült leletek alapján a család Parasaurauia nevű kihalt nemzetsége a kora campaniai korszakban Észak-Amerikában élt.

## Jellemzői
Levelei váltakozó állásúak, egyszerűek. A levélszél fűrészes vagy ép. Pálha nincs, vagy nagyon apró.
A virágok magányosan állnak vagy bogernyőbe rendeződnek. A csésze és a párta szabadon áll. A 
Clematoclethra nemzetségben a porzók száma 10, a másik két nemzetségben sok, a portok hátához kapcsolódnak. Virágaik többnyire egyivarúak, 5 tagúak, fehér vagy pirosas színűek.
A termés sokmagvú bogyó vagy tok.

## Fordítás
- Ez a szócikk részben vagy egészben  az   Actinidiaceae című angol Wikipédia-szócikk ezen változatának fordításán alapul.  Az eredeti cikk szerkesztőit annak laptörténete sorolja fel. Ez a jelzés csupán a megfogalmazás eredetét és a szerzői jogokat jelzi, nem szolgál a cikkben szereplő információk forrásmegjelöléseként.